# Faulgas

Übersicht über die anaerobe Verwertung von polymeren Substraten und Lipiden

Faulgas, auch je nach Vorkommen Sumpfgas, Kanalgas oder Klärgas genannt, ist ein Gemisch von zumeist brennbaren Gasen, das bei der anaeroben Gärung entsteht. Dabei werden biotische Stoffe unter Abwesenheit von Sauerstoff von Bakterien und Archaeen zersetzt, was typisch für Fäulnisprozesse ist (daher der Name Faulgas). Den größten Anteil an den brennbaren Bestandteilen des Gasgemischs hat Methan mit der Summenformel CH4.

## Inhaltsstoffe
Für den unangenehmen Geruch des Faulgases sorgt neben anderen Gasen hauptsächlich Schwefelwasserstoff (Dihydrogensulfid, Summenformel: H2S), der nach faulen Eiern riecht und bei der Gärung im ppm-Bereich frei wird. Ausschlaggebend dafür ist die Schwefelkonzentration des Ausgangsmaterials, die sich aus dem Anteil an vorhandenen Eiweißen ergibt.
Das in Abwasserreinigungsanlagen (Kläranlagen) in Faultürmen entstehende Faulgas weist oft höhere Anteile Schwefelwasserstoff auf. Werden dort keine Eisen(II)-Ionen zur Bindung benutzt, kann die H2S-Konzentration auf über 2500 ppm steigen. Wird das Faulgas wie das Biogas für die Stromerzeugung mit Gasmotoren genutzt, sind Werte über 200 ppm nachteilig. Eine Reinigung des Faulgases von Schwefelwasserstoff ist möglich.
Neben dem oben bereits erwähnten Methan enthält Faulgas noch Sauerstoff (O2), Kohlenstoffdioxid (CO2), Kohlenstoffmonoxid (CO) und Ammoniak (NH3).

## Entstehung

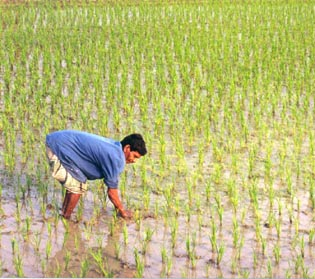
Reisfelder …

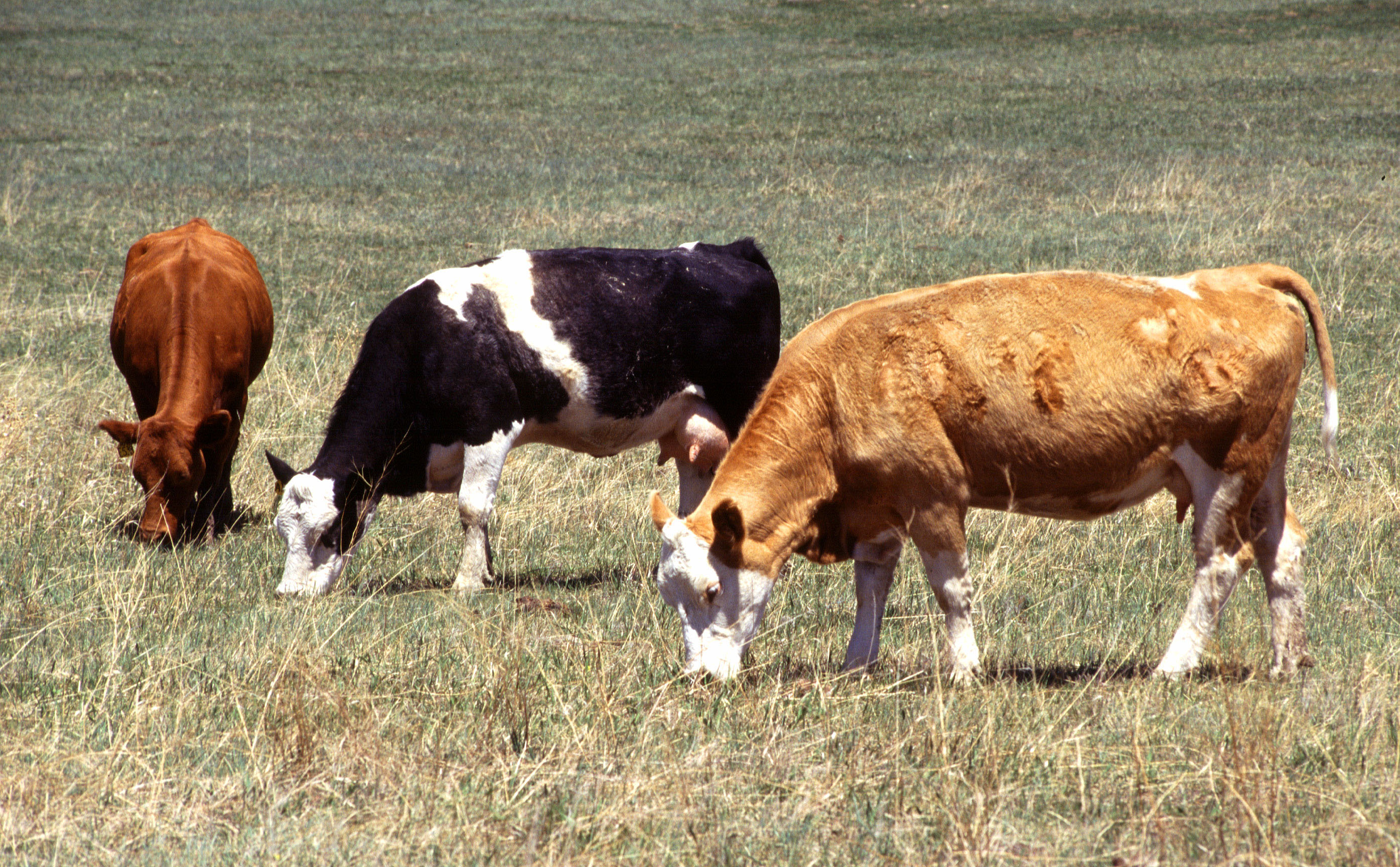
… Rinder …

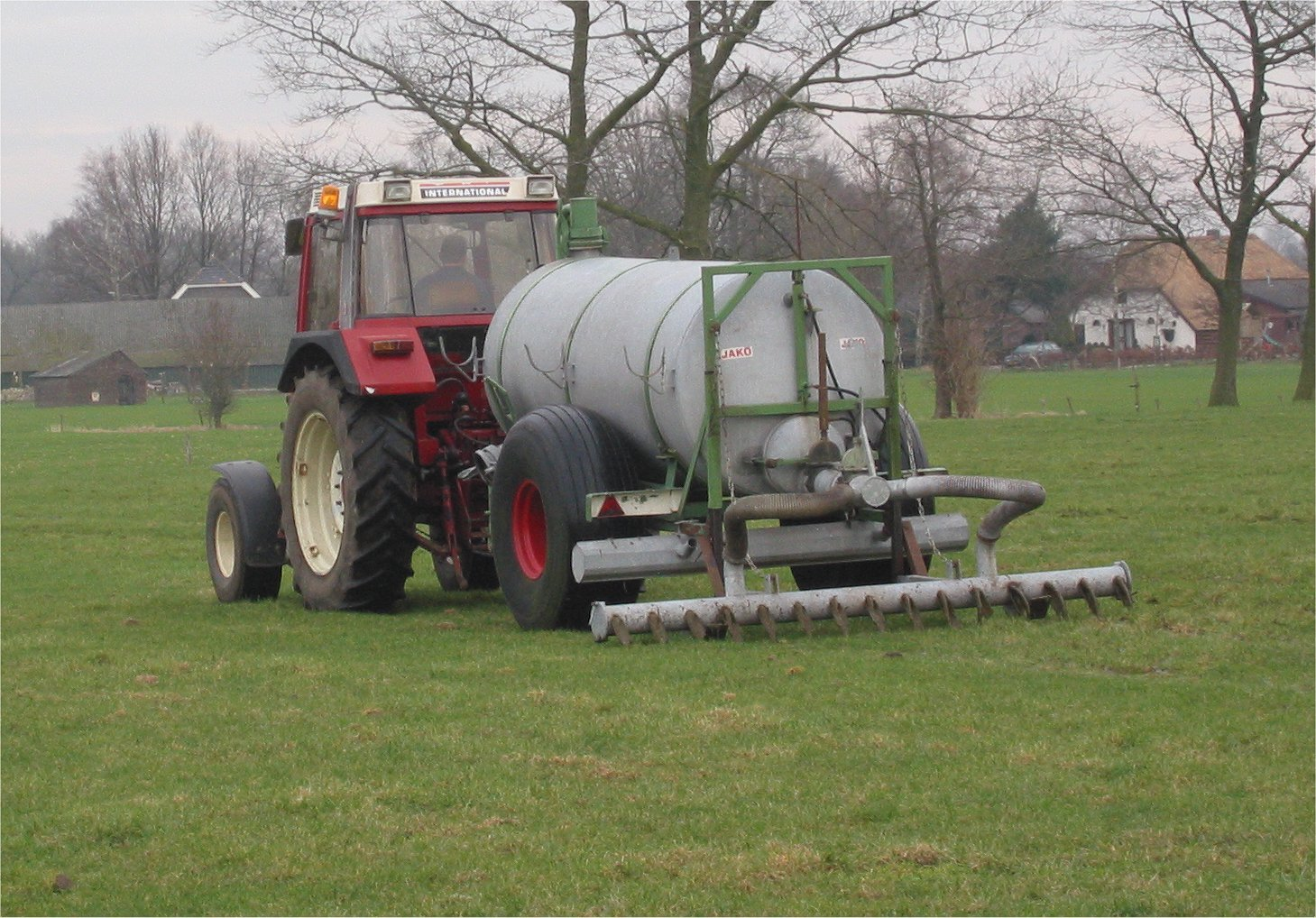
… und Gülle sind die Hauptquellen für anthropogenes Methan

In der Natur entsteht Faulgas etwa in Sümpfen und anderen stehenden Gewässern unter Sauerstoffabschluss, da für die anaeroben Methanbildner (Archaeen) Sauerstoff ein tödliches Gift ist. Aufgrund dieser Entstehung wird es auch Sumpfgas genannt. Faulgase sind möglicherweise eine der Ursachen von Irrlichtern.
Faulgas wird jedoch nicht nur in Gewässern, sondern auch im Darm von Menschen (Flatulenzen) und Tieren sowie im Pansen von Wiederkäuern (prominentes Beispiel sind Rinder) von Archaeen erzeugt, da diese oft bei der Verdauung eine wichtige Rolle spielen.
Da der Hauptbestandteil von Faulgas das für den Treibhauseffekt mitverantwortliche Gas Methan ist, wurden umfangreiche Untersuchungen zum Beitrag der Landwirtschaft gemacht. Das Ergebnis war, dass Reisfelder, Rinder und Gülle die Hauptquellen für anthropogenes Methan sind.

## Kanalgas
In Kanalisationen durch Zersetzungsprozesse von im Abwasser enthaltenen Stoffen entstehendes Gas wird auch Kanalgas genannt. Es hat einen als unangenehm empfundenen Geruch. Besonders gefährlich ist es, wenn unerwünschte Faulprozesse den giftigen und betonaggressiven Schwefelwasserstoff entstehen lassen. Kanalgas kann auch wie Faulgas Methan enthalten, welches dort aber nicht genutzt werden kann. 
Um zu verhindern, dass Kanalgas durch die Abwasserleitungen eines Gebäudes in genutzte Flächen austritt, sind sämtliche Abflüsse mit einem Geruchsverschluss (auch Siphon genannt) verschlossen.
Kanalgas ist in großen Mengen schädlich oder sogar tödlich für den menschlichen Körper; in Kanalisationen droht deswegen Erstickungsgefahr. Kanalarbeiter tragen ein Gaswarngerät, das bei Sauerstoffmangel Alarm schlägt.

## Technische Nutzung
In technischen Einrichtungen entsteht Faulgas beim Ausfaulen der Klärschlämme, die bei der Abwasserreinigung in Kläranlagen anfallen (Klärgas). Klärgas wird zum Teil schon seit den 1950er Jahren in Motoren zur Stromerzeugung genutzt. In Mülldeponien und in Biogasanlagen (daher die Bezeichnungen Deponiegas beziehungsweise Biogas) entsteht analog ebenfalls Faulgas.
Das Vergären biotischer Stoffe in Kläranlagen, Deponien und Biogasanlagen und die anschließende Nutzung des Gases ist ökonomisch und ökologisch interessant:
- Methan ist auch Hauptbestandteil von Erdgas und ein hochwertiger Brennstoff.
- Die Gase Methan und Lachgas, die beim Abbau stickstoffhaltiger biologischer Stoffe wie Gülle entstehen, entweichen beim Verbrennen der Faulgase nicht in die Umwelt.
- Die Reste der Faulung (zum Beispiel die Reste der Klärschlämme) sind wesentlich unproblematischer für Böden und Gewässer als die ursprünglichen Abfälle (zum Beispiel Überdüngung durch Nitrat, ein Abbauprodukt des in landwirtschaftlichen Abfällen wie Gülle enthaltenen Ammoniums).